# Montagney-Servigney
Montagny-Servigney ist eine französische Gemeinde mit 123 Einwohnern (Stand: 1. Januar 2022) im Département Doubs in der Region Bourgogne-Franche-Comté.

## Geographie
Montagney-Servigney liegt auf einer Höhe von 258 m über dem Meeresspiegel, vier Kilometer westlich von Rougemont und etwa 35 Kilometer westlich der Stadt Montbéliard (Luftlinie). Das Dorf erstreckt sich am Rand der Talebene des Ognon in der leicht gewellten Landschaft.
Die Fläche des 6,55 km² großen Gemeindegebiets umfasst einen Abschnitt des mittleren Ognontals. Die westliche und nördliche Grenze verläuft meist entlang dem Ognon, der hier mit mehreren Windungen durch eine ungefähr einen Kilometer breite Talebene fließt. Im Bereich der historischen Eisenwerke mit einem Hochofen aus dem 18. Jahrhundert gehört auch ein kleiner Anteil rechts des Flusses zur Gemeinde. Vom Flusslauf erstreckt sich das Gemeindeareal südostwärts über die Alluvialebene bis auf die Hochterrasse und das leicht gegen die angrenzende Hügellandschaft ansteigende Plateau. Es wird durch die Einschnitte zweier kurzer Seitenbäche des Ognon untergliedert. Das Gebiet zeigt ein lockeres Gefüge von Acker- und Wiesland, das von größeren Waldflächen (Bois Dessous, Bois Dessus) unterbrochen ist. Mit 297 m wird auf dem Plateau die höchste Erhebung von Montagney-Servigney erreicht.
Die Doppelgemeinde besteht aus folgenden Ortsteilen:
- Montagney (258 m) in einem nach Nordwesten ausgreifenden Bogen des Ognon am Rand der Talebene
- La Forge (260 m, nur ein Gebäudekomplex) auf der rechten (nördlichen) Seite des Ognon gegenüber von Montagney
- Servigney (270 m) in einer Mulde am östlichen Talrand des Ognon

Nachbargemeinden von Montagney-Servigney sind Cognières und Thieffrans im Norden, Rougemont im Osten, Mondon und Montussaint im Süden sowie Montbozon, Thiénans und Bouhans-lès-Montbozon im Westen.

## Geschichte
Das Gemeindegebiet von Montagney-Servigney war schon sehr früh besiedelt. Bei Servigney wurde ein Gräberfeld aus der La-Tène-Zeit mit reichen Grabbeigaben entdeckt. Im Mittelalter standen die Dörfer Montagney und Servigney im Einflussbereich der Herrschaft Rougemont. Zusammen mit der Franche-Comté gelangten beide Dörfer mit dem Frieden von Nimwegen 1678 an Frankreich.
Um 1500 wurde bei Montagney der erste Hochofen in Betrieb genommen. Im Lauf der Zeit entwickelte sich ein bedeutendes Schmiede- und Gusseisenwerk, das 1748 vor allem Kanonenkugeln (Jahresproduktion ca. 30.000 Stück) herstellte. Im Jahr 1833 kam eine Drahtzieherei hinzu. Ab Mitte der 1850er Jahre begann jedoch der rasche Niedergang des Werks, weil einerseits die Wälder zur Erzeugung von Holzkohle abgeholzt waren und andererseits die teilweise nahe der Oberfläche in Klüften liegenden Eisenerzvorkommen erschöpft waren. Seit 2009 wird in privater Initiative über einen Verein der noch existierende Hochofen restauriert. Ebenso wird ein Lehrpfad über das Thema „Eisenerzeugung“ angelegt. Eine Köhlerhütte im alten Stil, ein Kalksteinbruch und Gerätschaften aus der Gusseisenproduktion können in einer provisorischen Ausstellung besichtigt werden. Die vorher selbständigen Ortschaften Montagney und Servigney fusionierten 1973 zur heutigen Doppelgemeinde. Heute ist Montagney-Servigney Mitglied des Gemeindeverbands Deux Vallées Vertes.

## Sehenswürdigkeiten

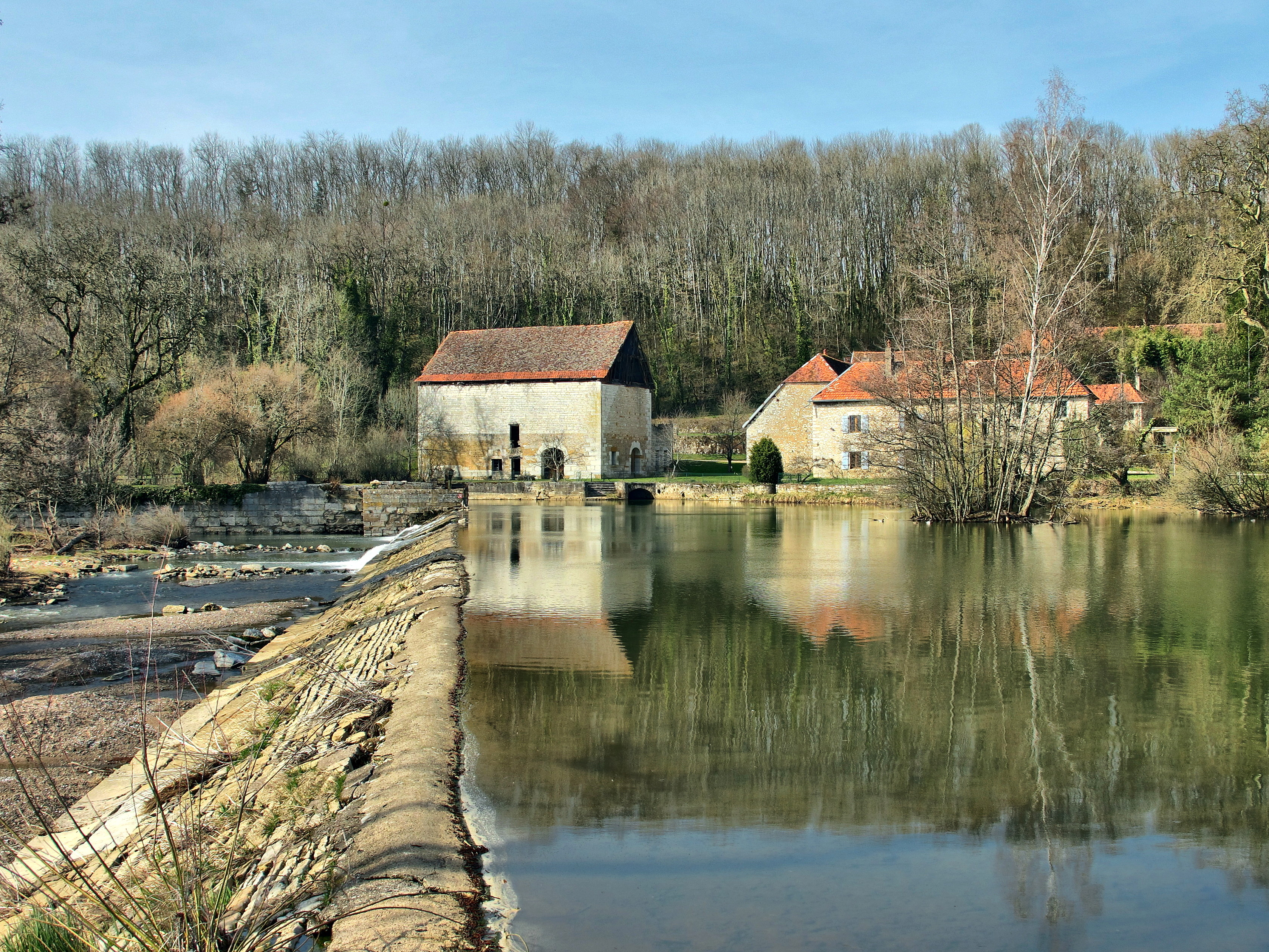
Forge de Montagney

Die Siedlung La Forge ist als Monument historique klassifiziert und stellt ein wichtiges Kulturdenkmal des Industriezeitalters mit einem Hochofen aus dem 18. Jahrhundert dar. Weiterhin existieren noch der Wohnsitz des ehemaligen Maître de Forge aus dem 18. Jahrhundert sowie Arbeiterwohnhäuser. In Servigney befinden sich die 1750 erbaute Kirche und ein Lavoir, das 2005 restauriert wurde. In jüngerer Zeit wurde in der unmittelbaren Nähe des Hochofens ein umfangreich beschilderter Lehrpfad errichtet, der die Eisengewinnung an den Originalplätzen (Abbau von Erz und Kalkstein, Gewinnung von Holzkohle) im Ort zum Thema hat.

## Bevölkerung
| Jahr                       | 1962 | 1968 | 1975 | 1982 | 1990 | 1999 | 2007 | 2016 |
| Einwohner                  | 119  | 115  | 111  | 111  | 130  | 112  | 108  | 129  |
| Quellen: Cassini und INSEE |      |      |      |      |      |      |      |      |

Mit 123 Einwohnern (Stand 1. Januar 2022) gehört Montagney-Servigney zu den kleinsten Gemeinden des Départements Doubs. Nachdem die Einwohnerzahl in der ersten Hälfte des 20. Jahrhunderts deutlich abgenommen hatte (1881 wurden noch 235 Personen gezählt), wurden seither nur noch geringe Schwankungen verzeichnet.

## Wirtschaft und Infrastruktur
Einstmals durch die Eisenwerke geprägt, ist Montagney-Servigney heute vorwiegend auf die Landwirtschaft (Ackerbau, Obstbau und Viehzucht) und die Forstwirtschaft ausgerichtet. Daneben gibt es einige Betriebe des lokalen Kleingewerbes. Mittlerweile hat sich das Dorf zu einer Wohngemeinde gewandelt. Viele Erwerbstätige sind deshalb Wegpendler, die in den größeren Ortschaften der Umgebung ihrer Arbeit nachgehen.
Die Ortschaft liegt abseits der größeren Durchgangsstraßen an einer Departementsstraße, die von Thieffrans nach Mondon führt. Weitere Straßenverbindungen bestehen mit Montbozon und Rougemont.